# エレン・チャン
エレン・チャン (中国語: 陳雅倫、Ellen Chan Ar-Lun、1966年2月16日 - ) は、香港の女優で、歌手。
数多くの香港映画に出演している
。

## フィルモグラフィ
- Alibis (1977)
- Grow Up in Anger (1986)
- シティー・オブ・フューリー Fury (1988)
- How To Pick Girls Up (1988)
- レディ・スクワッド/淑女は拳銃がお好き 『霸王花』(1988)
- 悪漢探偵Ｖ 最後のミッション（中国語版） 『新最佳拍檔』(1989)
- Second Childhood (1989)
- Perfect Match (1989)
- 爆走!!高速トライアル（英語版） 『	馬路英雄』(1990)
- 俺たちの旅路 さらば愛しき日々よ 『龍鳳茶樓』(1990)
- Tiger on the Beat II (1990)
- The Other Half (1990)
- Alien Wife (1991)
- Doctor Vampire (1991)
- Wizard's Curse (1992)
- All-Mighty Gamber (1992)
- The Love that is Wrong (1993)
- ボディ・トラップ（中国語版） 『危情』(1993)
- On Parole (1993)
- Hello, Who Is It? (1994) [cameo]
- Switch Over (1994)
- Why Wild Girls (1994)
- Eternal Evil of Asia (1995)
- Salon Beauty (2002) [V]
- Market's Romance (2002)
- Unarm 72 Hours (2003)
- Spirit in a Violent House (2003)
- 大丈夫 『大丈夫』(2003) [カメオ出演]
- Her Story (2004)
- エグザイル/絆 『放・逐』(2006)
- The Underdog Knight (2008)
- ネイキッド・ソルジャー 亜州大捜査線（英語版） 『絕色武器』(2012)
- セブン・アサシンズ 清朝の暗殺者（英語版） 『光輝月』(2013)